# Bézenac
Bézenac korábbi község Franciaországban, Dordogne megyében. Lakosainak száma 156 fő (2017. január 1.).
2017. január 1-jén Castels korábbi községgel egyesült és az így létrejött Castels et Bézenac új község része lett.

## Népesség
A település népességének változása:
| Lakosok száma | 167  | 137  | 169  | 117  | 129  | 123  | 131  | 145  | 154  | 156  |
|               | 1968 | 1975 | 1982 | 1990 | 1999 | 2006 | 2011 | 2013 | 2015 | 2017 |